# دالي الكسندر
دالي الكسندر (بالإنجليزية: Dale Alexander) هو لاعب كرة قاعدة أمريكي، ولد في 26 أبريل 1903 في غرينفيل في الولايات المتحدة، وتوفي بنفس المكان في 2 مارس 1979.

## وصلات خارجية
- دالي الكسندر على موقع دوري كرة القاعدة الرئيسي (الإنجليزية)
- دالي الكسندر على موقعبيزبول رفرنس.كوم (الدوري الرئيسي) (الإنجليزية)
- دالي الكسندر على موقعبيزبول رفرنس.كوم (الدوري الثانوي) (الإنجليزية)
- دالي الكسندر على موقع جمعية أبحاث البيسبول الأمريكية (الإنجليزية)